# Maria Kowalówka-Kalczyńska
Maria Kowalówka-Kalczyńska (ur. 15 września 1931 w Krakowie, zm. 27 marca 2021 tamże) – polska koszykarka i lekkoatletka, medalista mistrzostw Polski w tych dyscyplinach sportu, reprezentantka Polski w koszykówce.

## Kariera sportowa
W latach 1946–1959 była zawodniczką Wisły Kraków, z drużyną koszykarską zdobyła w 1952 wicemistrzostwo Polski, w 1950, 1953, 1954 i 1959 brązowy medal mistrzostw Polski. Wystąpiła także 39 razy w reprezentacji Polski, m.in. na mistrzostwach Europy w 1952 (5. miejsce).
Jako lekkoatletka wywalczyła wicemistrzostwo Polski w sztafecie 4 x 100 m w 1946.
Jej bratem był koszykarz Wisły Andrzej Kowalówka.